# Songs
Songs är den amerikanska musikern John Maus debutalbum.
Det släpptes den 27 juni 2006 på skivbolaget Upset The Rhythm.

## Låtlista
| Nr  | Titel                            | Längd |
| --- | -------------------------------- | ----- |
| 1.  | Opening                          | 1:09  |
| 2.  | Time to Die                      | 3:25  |
| 3.  | Don't Be a Body                  | 3:13  |
| 4.  | That Night                       | 1:13  |
| 5.  | Real Bad Job                     | 2:39  |
| 6.  | Forever and Ever and Ever        | 4:16  |
| 7.  | Maniac                           | 3:35  |
| 8.  | Just Wait Till Next Year         | 2:26  |
| 9.  | I'm Only Human                   | 2:42  |
| 10. | Less Talk More Action            | 1:46  |
| 11. | Through the Skies for You        | 3:05  |
| 12. | Blowing in the Mind              | 3:14  |
| 13. | Of North of North Stars          | 2:10  |
| 14. | It Takes Time                    | 2:29  |
| 15. | The Peace That Earth Cannot Give | 2:49  |
| 16. | And Heaven Turned to Her Weeping | 5:25  |